# Championnats de France de moto-cross
Cet article fournit la liste des vainqueurs dans les différentes catégories du Championnat de France de moto-cross, régi par la Fédération Française de Motocyclisme.

## Palmarès avant 1985
| Année | Champion 500 cm3 Inter         | Champion 250 cm3 Inter         | Champion 125 cm3 Inter        | Champion 125 cm3 Junior          |
| ----- | ------------------------------ | ------------------------------ | ----------------------------- | -------------------------------- |
| 1984  | Jean-Paul Mingels (Yamaha)     | Jacky Vimond (Yamaha)          | Jean-Luc Fouchet (Yamaha)     | Philippe Gay (KTM)               |
| 1983  | Patrick Fura (Yamaha)          | Yannig Kervella (KTM)          | Patrick Perrier (Yamaha)      | Thierry Lassaigne (KTM)          |
| 1982  | Patrick Boniface (Honda)       | Jacky Vimond (Yamaha)          | Yannig Kervella (KTM)         | Dominique Vulliez (Yamaha)       |
| 1981  | Jean-Jacques Bruno (Suzuki)    | Patrick Fura (Husqvarna)       | Jacky Vimond (Yamaha)         | Olivier Robert (Aprilia)         |
| 1980  | Jean-Jacques Bruno (Suzuki)    | Jean-Michel Baron (Portal)     | Jacky Vimond (Yamaha)         | Yves Gervaise (Yamaha)           |
| 1979  | Jean-Jacques Bruno (KTM)       | Patrick Boniface (Honda)       | Jacky Vimond (Yamaha)         | Vincent Chastanet (KTM)          |
| 1978  | Jean-Jacques Bruno (KTM)       | Daniel Péan (Maico)            | Patrick Gervaise (Yamaha)     | Jacky Vimond (Suzuki)            |
| 1977  | Serge Bacou (Bultaco)          | Jean-Jacques Bruno (KTM)       | Patrick Boniface (KTM)        | Patrick Gervaise (KTM)           |
| 1976  | Serge Bacou (Bultaco)          | Daniel Péan (Maico)            | Jean-Paul Hypolite (Kawasaki) | Patrick Boniface (KTM)           |
| 1975  | Michel Combes (Montesa)        | Daniel Péan (Maico)            | Jean-Paul Hypolite (Kawasaki) | Denis Vimond (Honda)             |
|       |                                |                                |                               | Champion 250 cm3 Junior          |
| 1974  | Serge Bacou (Maico)            | Jean-Claude Nowak (Maico)      | Christian Neimer (Monark)     | Jean-Jacques Bruno (KTM)         |
| 1973  | Serge Bacou (Bultaco)          | Jean-Claude Nowak (Montesa)    | Louis Jallat (Yamaha)         | Michel Merel (Montesa)           |
| 1972  | Serge Bacou (Bultaco)          | Jean-Claude Nowak (Montesa)    | Gilles Francru (Husqvarna)    | Jean-Claude Bontemps (Husqvarna) |
| 1971  | Serge Bacou (Bultaco)          | Serge Bacou (Bultaco)          | -                             | Patrick Drobecq (Yamaha)         |
| 1970  | Denis Portal (Maico)           | -                              | -                             | Jean-Pierre Mougin (Maico)       |
| 1969  | Jacques Vernier (ČZ)           | -                              | -                             | Roger Barbara (Husqvarna)        |
|       |                                | Champion 250 cm3 National      |                               |                                  |
| 1968  | Jacky Porte (Montesa)          | Joël Queirel (Maico)           | -                             | -                                |
| 1967  | Guy Bertrand (Triumph)         | Jacky Porte (Montesa)          | -                             | -                                |
| 1966  | Jean-Claude Regnault (Métisse) | Denis Portal (Bultaco)         | -                             | -                                |
| 1965  | Guy Bertrand (Triumph)         | Vincent Clerici (Husqvarna)    | -                             | -                                |
| 1964  | Guy Bertrand (Triumph)         | Vincent Clerici (Husqvarna)    | -                             | -                                |
| 1963  | Guy Bertrand (Triumph)         | René Combes (Greeves (en))     | -                             | -                                |
| 1962  | Jean Hazianis (Triumph)        | Vincent Clerici (Greeves (en)) | -                             | -                                |
| 1961  | André Chuchart (Triumph)       | Michel Desbois (Maico)         | -                             | -                                |
| 1960  | Robert Klym (BSA)              | Michel Desbois (Maico)         | -                             | -                                |
| 1959  | Jean Hazianis (BSA)            | Michel Desbois (Maico)         | -                             | -                                |
| 1958  | Robert Klym (BSA)              | Michel Desbois (Maico)         | -                             | -                                |
| 1957  | Rémy Julienne (Gilera)         | -                              | -                             | -                                |
| 1956  | Michel Jacquemin (BSA)         | -                              | -                             | -                                |
|       | Champion 500 cm3 National      | Champion 250 cm3 National      | Champion 350 cm3 National     |                                  |
| 1955  | Charles Molinari (Gilera)      | Georges Delpeyrat (NSU)        | Jean Hazianis (BSA)           | -                                |
| 1954  | Charles Molinari (Gilera)      | René Klym (NSU)                | Robert Klym (BSA)             | -                                |
| 1953  | Gilbert Brassine (BSA)         | Michel Benard (NSU)            | Paul Godey (BSA)              | -                                |
| 1952  | Gilbert Brassine (FN)          | Michel Benard (NSU)            | Charles Molinari (BSA)        | -                                |
| 1951  | Gilbert Brassine (FN)          | René Klym (NSU)                | Jacques Melioli               | -                                |
| 1950  | Gilbert Brassine (Saroléa)     | Robert Moury (Puch)            | Henri Frantz (Matchless)      | -                                |
| 1949  | Michel Verrecchia (Triumph)    | Robert Moury (DKW)             | -                             | -                                |

## Palmarès depuis 1985
| Année    | Champion                 | Motoriste     | Champion           | Motoriste     | Champion            | Motoriste      | Champion                | Motoriste     |
| -------- | ------------------------ | ------------- | ------------------ | ------------- | ------------------- | -------------- | ----------------------- | ------------- |
|          | 250 cm3 Inter            | 250 cm3 Inter | 125 cm3 Inter      | 125 cm3 Inter | 125 cm3 Junior      | 125 cm3 Junior | 80 cm3 Cadet            | 80 cm3 Cadet  |
| 1985     | Jacky Vimond             | Yamaha        | Christian Vimond   | Honda         | Patrick Demaria     | Yamaha         | Jérôme Belval           | Kawasaki      |
|          | Open Inter               | Open Inter    | 125 cm3 Inter      | 125 cm3 Inter | 125 cm3 Junior      | 125 cm3 Junior | 80 cm3 Cadet            | 80 cm3 Cadet  |
| 1986     | Yves Gervaise            | KTM           | Patrick Perrier    | Honda         | Thierry Noizier     | Kawasaki       | Yves Demaria            | Yamaha        |
| 1987     | Christian Vimond         | Honda         | Jean-Michel Bayle  | Honda         | Yves Demaria        | Yamaha         | Frédéric Bolley         | Honda         |
| 1988     | Jacky Vimond             | Yamaha        | Jean-Michel Bayle  | Honda         | Thierry Béthys      | Honda          | Mickaël Pichon          | Honda         |
| 1989     | Jacky Vimond             | Honda         | Yves Demaria       | Yamaha        | Fabien Guene        | Honda          | Mickaël Pichon          | Honda         |
| 1990     | Yannig Kervella          | Kawasaki      | Yves Demaria       | Yamaha        | Cyril Porte         | Honda          | Jean-Roch Peres         | Kawasaki      |
|          | Open Elite               | Open Elite    | 125 cm3 Elite      | 125 cm3 Elite | 125 cm3 Junior      | 125 cm3 Junior | 80 cm3 Cadet            | 80 cm3 Cadet  |
| 1991     | Yannig Kervella          | Kawasaki      | Yves Demaria       | Suzuki        | Mickaël Pichon      | Honda          | Luigi Séguy             | Kawasaki      |
| 1992     | Yann Guédard             | Kawasaki      | Yves Demaria       | Suzuki        | Jean-Roch Peres     | Suzuki         | Sébastien Tortelli      | Kawasaki      |
| 1993     | Frédéric Bolley          | Yamaha        | Yves Demaria       | Suzuki        | Sébastien Carrico   | Kawasaki       | Johnny Aubert           | Yamaha        |
| 1994     | Yves Demaria             | Honda         | Mickaël Pichon     | Honda         | Stéphane Roncada    | Honda          | Mathieu Lafaix          | Kawasaki      |
| 1995     | Yves Demaria             | Yamaha        | Sébastien Tortelli | Kawasaki      | Sébastien Trottier  | Honda          | Eric Sorby              | Yamaha        |
| 1996     | Yves Demaria             | Yamaha        | Sébastien Tortelli | Kawasaki      | Johnny Aubert       | KTM            | Steve Boniface          | Honda         |
| 1997     | Nicolas Cailly           | Yamaha        | Frédéric Vialle    | Yamaha        | Eric Sorby          | Kawasaki       | Steve Boniface          | Honda         |
| 1998     | Thierry Béthys           | Honda         | David Vuillemin    | Yamaha        | Steve Boniface      | Honda          | Nicolas Delepierre      | Kawasaki      |
| 1999     | David Vuillemin          | Yamaha        | Johnny Aubert      | Husqvarna     | Pascal Leuret       | Honda          | Benjamin Coisy          | Yamaha        |
| 2000     | Yves Demaria             | Yamaha        | Luigi Séguy        | Yamaha        | Christophe Martin   | Husqvarna      | Thomas Allier           | Honda         |
| 2001     | Yves Demaria             | Yamaha        | Luigi Séguy        | Yamaha        | Sébastien Pourcel   | Kawasaki       | Christophe Pourcel      | Kawasaki      |
| 2002     | Mickaël Pichon           | Suzuki        | Mickaël Maschio    | Kawasaki      | Jérémy Tarroux      | Suzuki         | Christophe Pourcel      | Kawasaki      |
| 2003     | Thierry Béthys           | Honda         | Mickaël Maschio    | Kawasaki      | Anthony Boissière   | Kawasaki       | Christophe Pourcel      | Kawasaki      |
| 2004     | Mickaël Pichon           | Honda         | Sébastien Pourcel  | Kawasaki      | Nicolas Aubin       | KTM            | Grégory Aranda          | Kawasaki      |
| 2005     | Mickaël Pichon           | Honda         | Christophe Pourcel | Kawasaki      | Steven Frossard     | KTM            | Marvin Musquin          | Kawasaki      |
|          | MX1 Elite                | MX1 Elite     | MX2 Elite          | MX2 Elite     | 125 cm3 Junior      | 125 cm3 Junior | 85 cm3 Cadet            | 85 cm3 Cadet  |
| 2006     | Pascal Leuret            | Honda         | Sébastien Pourcel  | Kawasaki      | Khounsith Vongsana  | KTM            | Loïc Larrieu            | KTM           |
| 2007     | Sébastien Pourcel        | Kawasaki      | Nicolas Aubin      | Yamaha        | Cedric Soubeyras    | Yamaha         | Jason Clermont          | Honda         |
| 2008     | Sébastien Pourcel        | Kawasaki      | Steven Frossard    | Kawasaki      | Mathias Bellino     | Yamaha         | Dylan Ferrandis         | Yamaha        |
| 2009     | David Vuillemin          | Kawasaki      | Marvin Musquin     | Honda         | Richard Fura        | Yamaha         | Maxime Desprey          | Yamaha        |
| 2010     | Xavier Boog              | Kawasaki      | Steven Frossard    | Kawasaki      | Jordi Tixier        | KTM            | Nicolas Dercourt        | Yamaha        |
| 2011     | Xavier Boog              | Kawasaki      | Nicolas Aubin      | KTM           | Simon Mallet        | Yamaha         | Thomas Do               | KTM           |
| 2012     | Sébastien Pourcel        | Kawasaki      | Valentin Teillet   | Kawasaki      | Paul Stauder        | KTM            | David Herbreteau        | Kawasaki      |
| 2013     | Cedric Soubeyras         | Honda         | Dylan Ferrandis    | Kawasaki      | Nicolas Dercourt    | Yamaha         | Bastien Guillaume       | KTM           |
|          | MX1 Elite                | MX1 Elite     | MX2 Elite          | MX2 Elite     | 125 cm3 Junior      | 125 cm3 Junior | 85 cm3 Espoir           | 85 cm3 Espoir |
| 2014     | Sébastien Pourcel        | KTM           | Damon Graulus      | KTM           | David Herbreteau    | Yamaha         | Calvin Fonvieille       | KTM           |
| 2015     | Xavier Boog              | Kawasaki      | Maxime Desprey     | Kawasaki      | Maxime Renaux       | Yamaha         | Brian Moreau-Strubhart  | Kawasaki      |
| 2016     | Grégory Aranda           | Yamaha        | Mathys Boisramé    | Yamaha        | Stephen Rubini (en) | KTM            | Tom Guyon               | TM            |
| 2017     | Xavier Boog              | Honda         | Florent Richier    | Suzuki        | Calvin Fonvieille   | KTM            | Pablo Metayer           | KTM           |
| 2018     | Xavier Boog              | Honda         | Mathys Boisramé    | Honda         | Tom Guyon           | KTM            | Luca Dissrens           | KTM           |
| 2019     | Maxime Desprey           | Honda         | Stephen Rubini     | Honda         | Florian Miot        | Yamaha         | Quentin Marc Prugnieres | KTM           |
| 2020     | Jeremy Van Horebeek (nl) | Honda         | Pierre Goupillon   | Kawasaki      | Kay Karssemakers    | Yamaha         | Sacha Coenen            | KTM           |
| 2021     | Maxime Desprey           | Yamaha        | Pierre Goupillon   | KTM           | Lucas Coenen (en)   | Kawasaki       | Mathis Valin            | Gas Gas       |
| 2022     | Milko Potisek            | Yamaha        | Pierre Goupillon   | KTM           | Adrien Petit        | Yamaha         | Mano Faure              | Husqvarna     |
| 2023     | Valentin Guillod (en)    | Honda         | Pierre Goupillon   | KTM           | Mathis Valin        | Gas Gas        | Ryan Oppliger           | KTM           |
| 2024     | Maxime Desprey           | Yamaha        | Mathis Valin       | Kawasaki      | Tom Brunet          | KTM            | Leo Diss-Fenard         | KTM           |
| 2025     |                          |               |                    |               |                     |                |                         |               |
| Sources, |                          |               |                    |               |                     |                |                         |               |

## Championnat de France500cm3
| Année | Champion             | Motoriste |
| 1949  | Michel Verrecchia    | Triumph   |
| 1950  | Gilbert Brassine     | Sarolea   |
| 1951  | Gilbert Brassine     | FN        |
| 1952  | Gilbert Brassine     | FN        |
| 1953  | Gilbert Brassine     | BSA       |
| 1954  | Carlo Molinari       | Gilera    |
| 1955  | Carlo Molinari       | Gilera    |
| 1956  | Michel Jacquemin     | BSA       |
| 1957  | Rémy Julienne        | Gilera    |
| 1958  | Robert Klym          | BSA       |
| 1959  | Jean Hazianis        | BSA       |
| 1960  | Robert Klym          | BSA       |
| 1961  | André Chuchart       | Triumph   |
| 1962  | Jean Hazianis        | Triumph   |
| 1963  | Guy Bertrand         | Triumph   |
| 1964  | Guy Bertrand         | Triumph   |
| 1965  | Guy Bertrand         | Triumph   |
| 1966  | Jean-Claude Regnault | Triumph   |
| 1967  | Guy Bertrand         | Triumph   |
| 1968  | Jacky Porte          | Montesa   |
| 1969  | Jacques Vernier      | CZ        |
| 1970  | Denis Portal         | Maïco     |
| 1971  | Serge Bacou          | Bultaco   |
| 1972  | Serge Bacou          | Bultaco   |
| 1973  | Serge Bacou          | Bultaco   |
| 1974  | Serge Bacou          | Bultaco   |
| 1975  | Michel Combes        | Montesa   |
| 1976  | Serge Bacou          | Bultaco   |
| 1977  | Serge Bacou          | Bultaco   |
| 1978  | Jean-Jacques Bruno   | KTM       |
| 1979  | Jean-Jacques Bruno   | KTM       |
| 1980  | Jean-Jacques Bruno   | Suzuki    |
| 1981  | Jean-Jacques Bruno   | Suzuki    |
| 1982  | Patrick Boniface     | Honda     |
| 1983  | Patrick Fura         | Husqvarna |
| 1984  | Jean-Paul Mingels    | Yamaha    |
| 1985  | Jean-Jacques Bruno   | Kawasaki  |
| 1986  | Yves Gervaise        | KTM       |
| 1987  | Christian Vimond     | Honda     |
| 1988  | Jacky Vimond         | Yamaha    |
| 1989  | Jacky Vimond         | Honda     |
| 1990  | Christian Vimond     | Honda     |
| 1991  | Olivier Perrin       | Kawasaki  |
| 1992  | Olivier Perrin       | Kawasaki  |
| 1993  | Christian Vimond     | Honda     |
| 1994  | Yannig Kervella      | Kawasaki  |

Michel Verrecchia a été champion de France 500 cm3 en 1949 et déclassé lors du Championnat de France 500 cm3 de 1950, au profit de Gilbert Brassine.